# Jiang Huihua
Jiang Huihua (en chino: 蒋惠花; 22 de septiembre de 1998) es una deportista china que compite en halterofilia. Ganó cinco medallas en el Campeonato Mundial de Halterofilia entre los años 2015 y 2023.

## Palmarés internacional
| Campeonato Mundial | Campeonato Mundial       | Campeonato Mundial | Campeonato Mundial |
| Año                | Lugar                    | Medalla            | Categoría          |
| ------------------ | ------------------------ | ------------------ | ------------------ |
| 2015               | Houston (Estados Unidos) | Medalla de oro     | 48 kg              |
| 2018               | Asjabad (Turkmenistán)   | Medalla de bronce  | 49 kg              |
| 2019               | Pattaya (Tailandia)      | Medalla de oro     | 49 kg              |
| 2022               | Bogotá (Colombia)        | Medalla de oro     | 49 kg              |
| 2023               | Riad (Arabia Saudita)    | Medalla de oro     | 49 kg              |